# Drevant
Drevant is een gemeente in het Franse departement Cher (regio Centre-Val de Loire) en telt 621 inwoners (2004). De plaats maakt deel uit van het arrondissement Saint-Amand-Montrond. De gemeente is bekend door haar archeologische site met Gallo-Romeinse ruïnes. In de Gallo-Romeinse tijd was hier een bloeiende nederzetting met een theater, thermen, een ondergronds aquaduct en een heiligdom. 

## Geschiedenis
De plaats Derventum ontstond in de eerste eeuw op de rechteroever van de Cher op de Romeinse weg tussen Orléans en Clermont-Ferrand. In de tweede eeuw werden er openbare gebouwen opgetrokken en de plaats groeide uit tot een belangrijke vicus van de Bituriges Cubes, de Gallische stam met als hoofdstad Bourges (Avaricum). Tijdens de Pax Romana besloeg de vicus een oppervlakte van 5,5 hectare. Vanaf 275 werd de streek geteisterd door Germaanse invallen en ook Derventum leed hierbij schade. Na de Germaanse invallen in de vijfde eeuw werd de plaats verlaten.
In de twaalfde eeuw ontstond Drevant rond een priorij die afhing van de Clunesiaanse abdijen van Le Moutier (Ahun) en van Uzerche. De Franse Revolutie betekende het einde van de priorij. Drevant was een landbouwdorp dat vooral leefde van de wijnbouw. De Gallo-Romeinse ruïnes dienden als steengroeve voor het middeleeuwse dorp. De ruïne van het Romeins theater werd al in 1615 beschreven door topograaf Claude Chastillon, maar pas in de negentiende eeuw begon er archeologisch onderzoek in Drevant. Die eeuw bracht veel veranderingen mee. Tussen 1808 en 1845 werd het Canal de Berry gegraven, dat hier evenwijdig aan de Cher loopt. Er werd een metalen brug over de Cher gebouwd die de veerpont verving. En aan het einde van de eeuw zorgde de druifluis ervoor dat de meeste wijngaarden verdwenen.

## Geografie
De oppervlakte van Drevant bedraagt 4,8 km², de bevolkingsdichtheid is 129,4 inwoners per km². De gemeente ligt op de rechteroever van de Cher.
De onderstaande kaart toont de ligging van Drevant met de belangrijkste infrastructuur en aangrenzende gemeenten.

## Demografie
Onderstaande figuur toont het verloop van het inwonertal (bron: INSEE-tellingen).

## Bezienswaardigheden
Het Romeins theater werd rond het jaar 100 gebouwd als een amfitheater. De arena had een diameter van 27 meter en werd afgesloten met een 2,7 meter hoge muur waarboven zich de tribunes bevonden. Dit amfitheater telde ongeveer 5000 plaatsen. In de derde eeuw werd de capaciteit verhoogd met de bouw van een buitenste ring. Er werden een muur en een podium gebouwd aan een zijde van het gebouw om het om te vormen tot theater. In de vierde eeuw verloor het gebouw zijn functie als theater, en ambachtslui installeerden er hun werkplaatsen. Het theater werd in 1840 beschermd als historisch monument.
Van de thermen en de tempel zijn er weinig zichtbare sporen. In de eerste eeuw werd een fanum gebouwd die rond het jaar 80 verloren ging in een brand. Er kwam een nieuw, groter heiligdom in de plaats. In de derde eeuw werd de ingang van de tempel verfraaid.
Van de priorij rest de kapel, waarvan de westelijke gevel in 1926 werd beschermd als historisch monument. De parochiekerk Saint-Julien werd gebouwd in de twaalfde eeuw; het koor is vijftiende-eeuws. De metalen brug over de Cher (1896) is 84 meter lang en kreeg het label Patrimoine industriel du XIXe siècle.

### Afbeeldingen

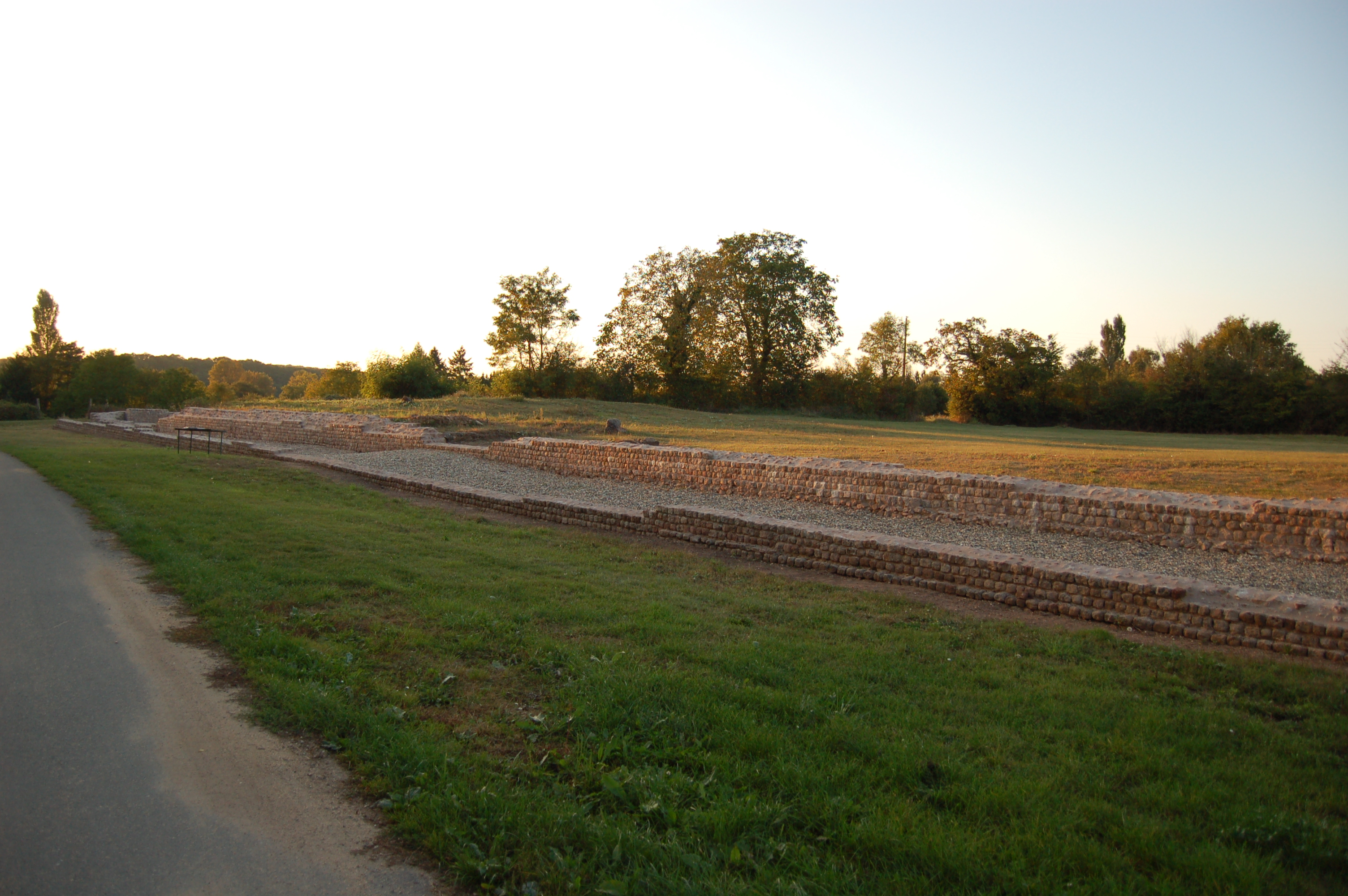
Resten van het Gallo-Romeinse forum
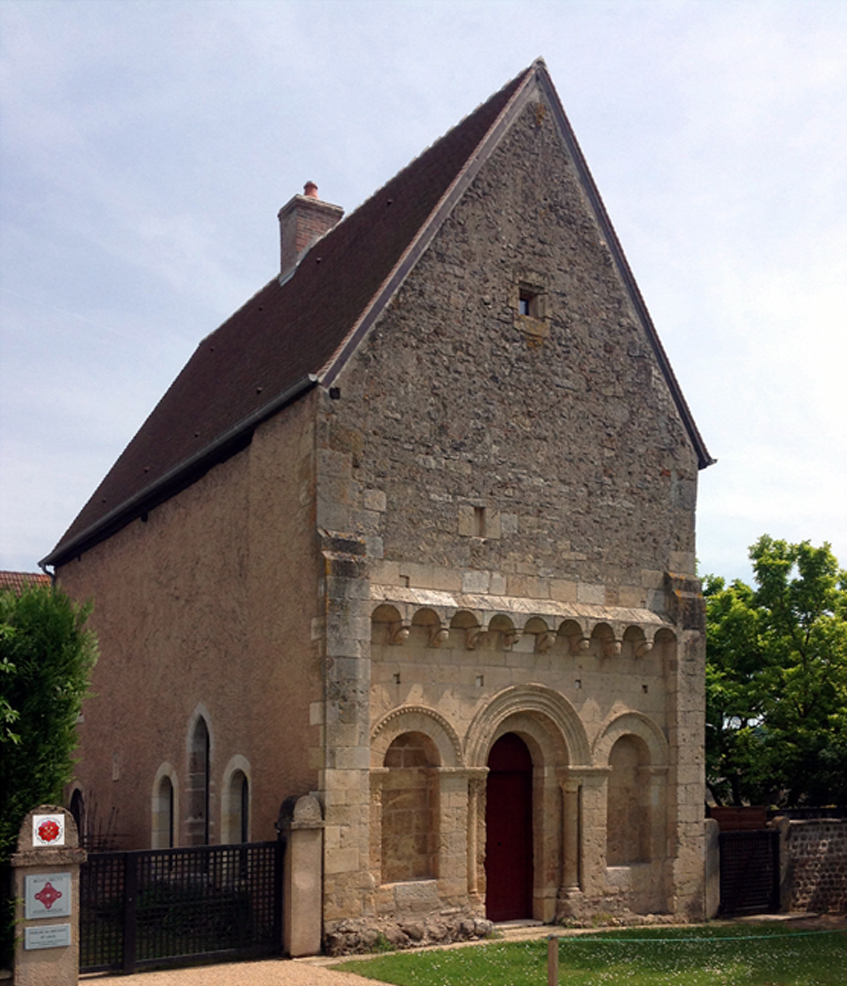
Kapel van de priorij
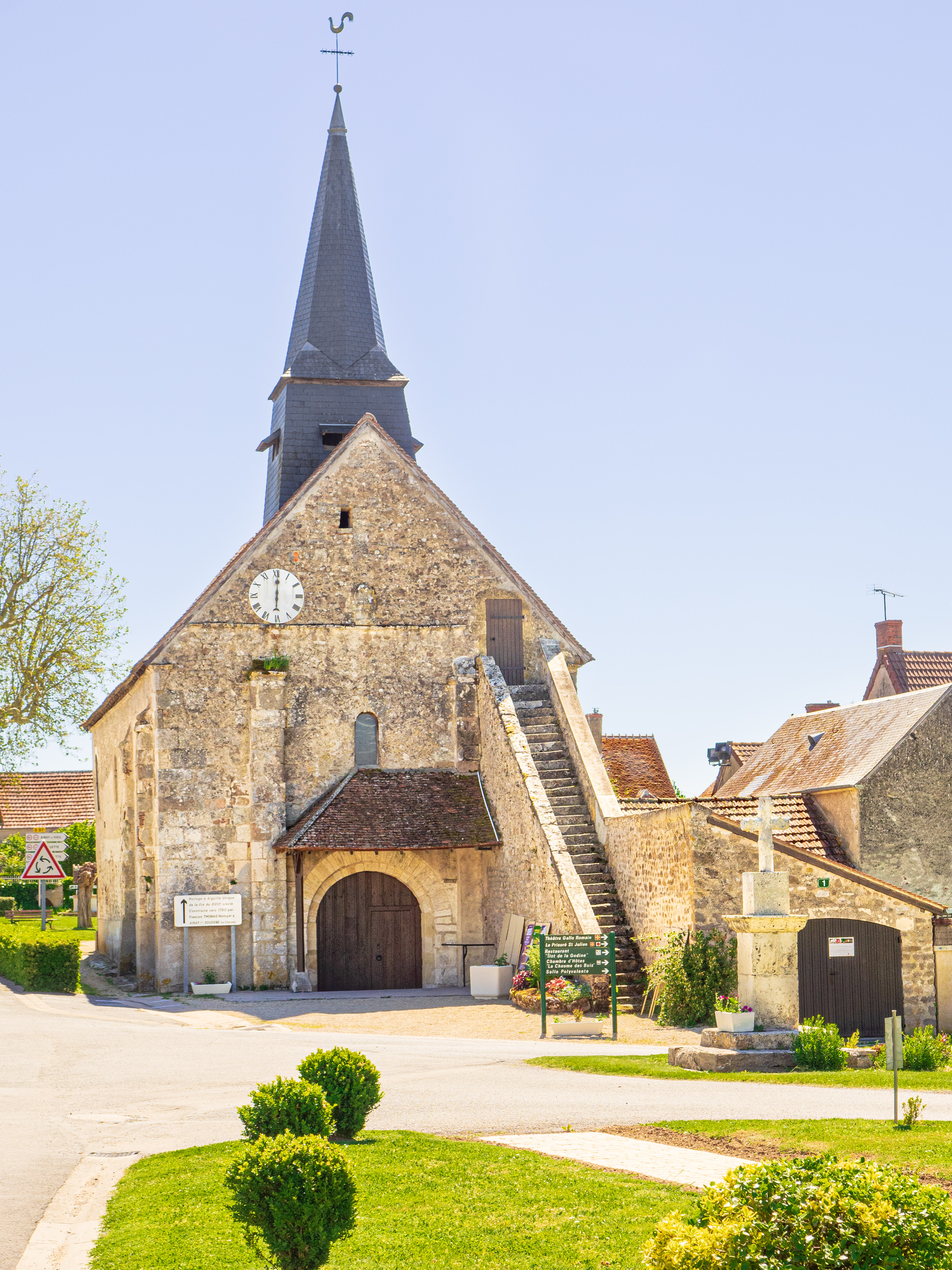
Kerk Saint-Julien
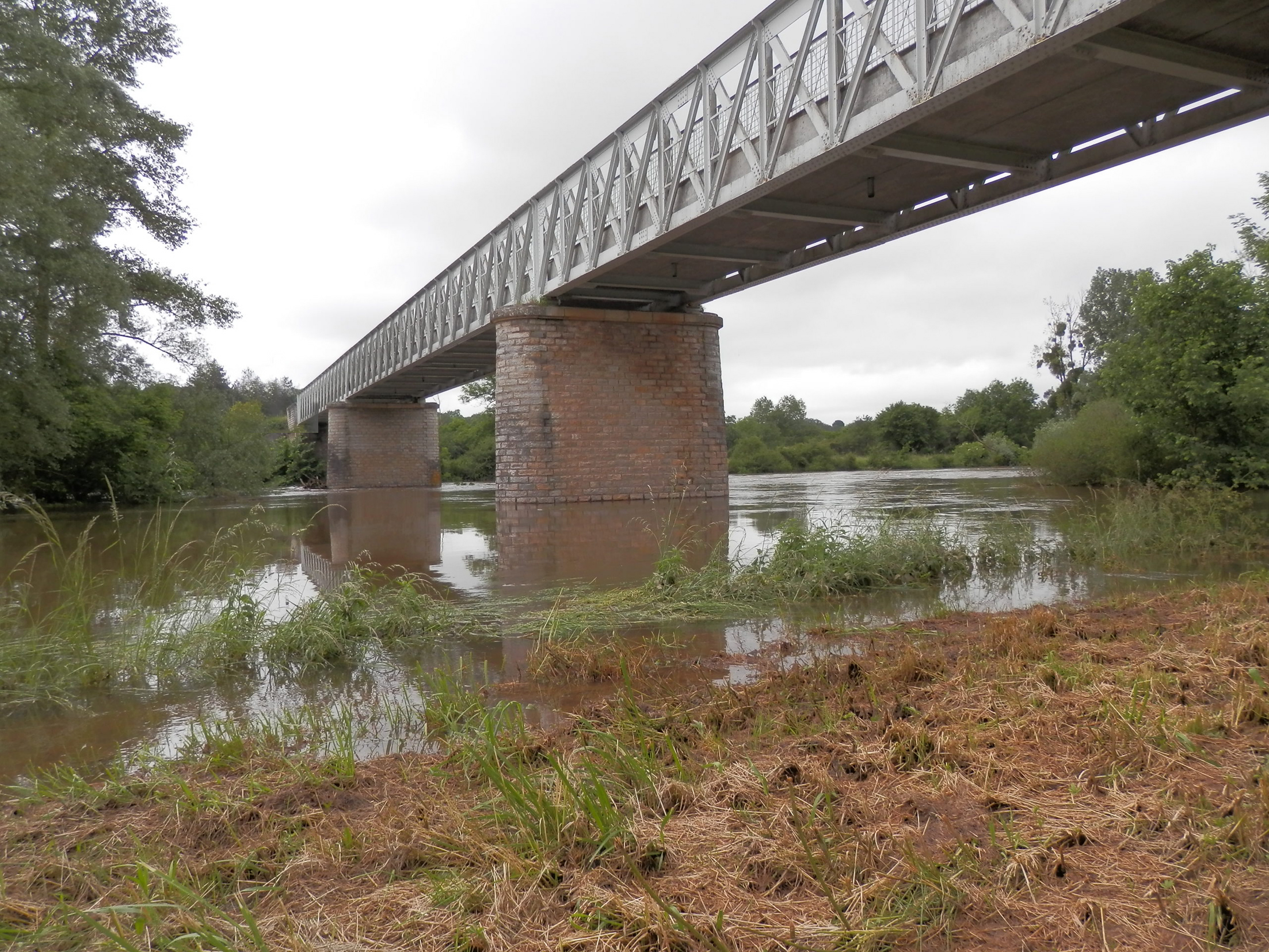
Brug over de Cher